# Cornelia Rundt

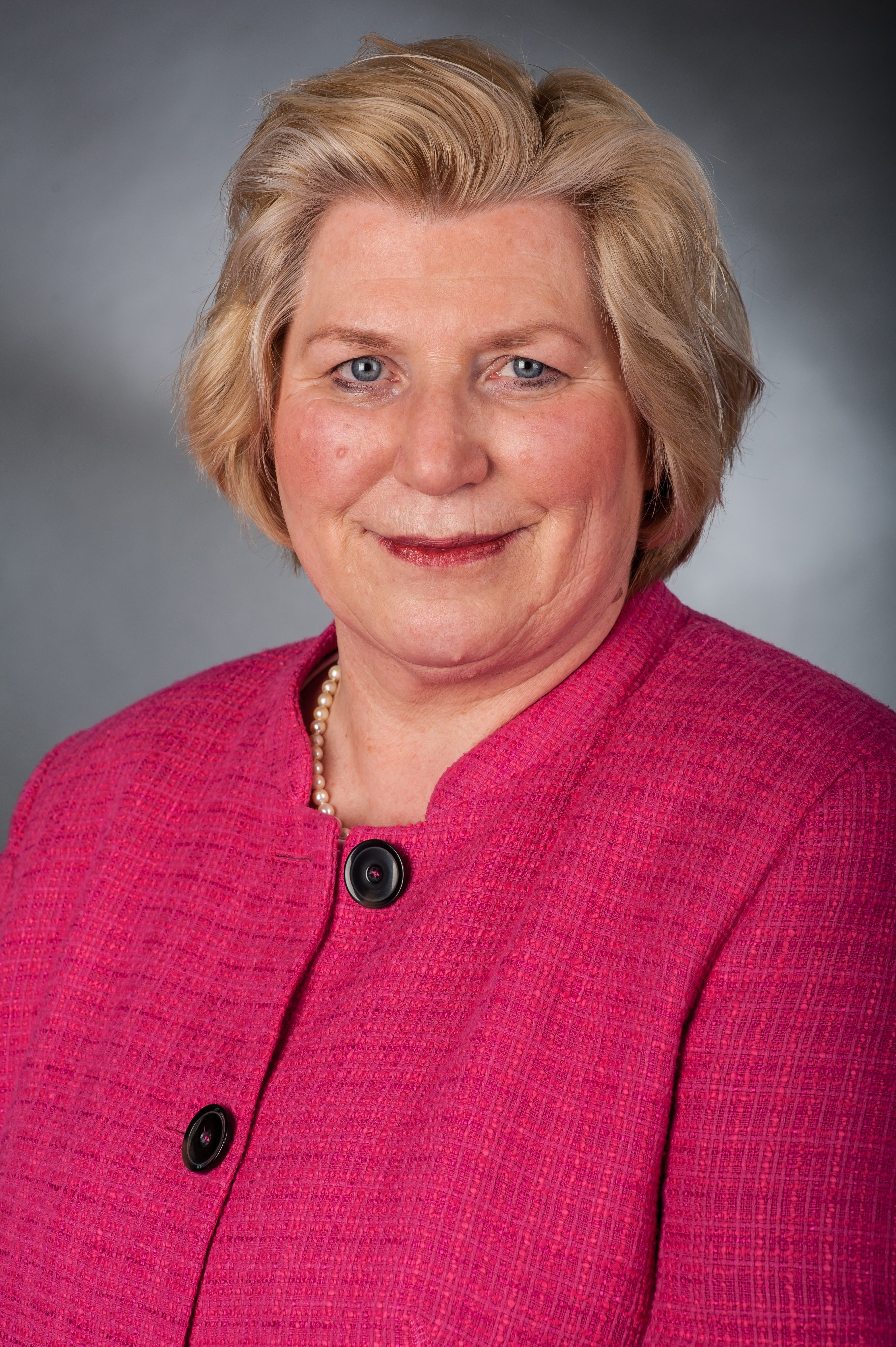
Cornelia Rundt, 2013

Cornelia Rundt (* 16. April 1953 in Mülheim an der Ruhr) ist eine deutsche Politikerin der Sozialdemokratischen Partei Deutschlands und war vom 19. Februar 2013 bis 22. November 2017 niedersächsische Ministerin für Soziales, Frauen, Familie, Gesundheit und Migration im Kabinett von Stephan Weil.

## Leben
Nach ihrem Abitur 1972 studierte Rundt Wirtschaftswissenschaften an der Westfälischen Wilhelms-Universität in Münster und schloss das Studium 1979 als Diplom-Kauffrau ab. Sie war seit 1997 hauptamtlicher Vorstand im Paritätischen Wohlfahrtsverband Niedersachsen. Vorher war Rundt als Unternehmensberaterin und Gutachterin tätig.
Im niedersächsischen Regierungskabinett von Stephan Weil wurde sie Sozialministerin von Niedersachsen und Nachfolgerin im Amt von Aygül Özkan. Am 22. November 2017 wurde sie von Carola Reimann abgelöst. Rundt ist Fachfrau für Sozialpolitik: vor allem für das Thema Pflege. Sie war im Vorstand der Niedersächsischen Krankenhausgesellschaft und bis 2007 Mitglied des Aufsichtsrates des Heidekreis-Klinikums. Sie ist verheiratet und hat drei Kinder.